# Daito Bunka Universiteit
Daito Bunka Universiteit (大東文化大学, Daito Bunka Daigaku,  letterlijk Grote Universiteit van de Oost Aziatische Cultuur) is een middelgrote universiteit die vier jaar durende studies aanbiedt. De universiteit heeft twee campussen: een in Itabashi in Tokio, en de andere in Higashimatsuyama in  Saitama, Japan. De aan de universiteit gelieerde sportteams blinken uit in rugby en marathonlopen; het Ekiden(駅伝えきでん, estafette)-team  werd vierde in de prestigieuze New Year Hakone Ekiden in januari 2009. 

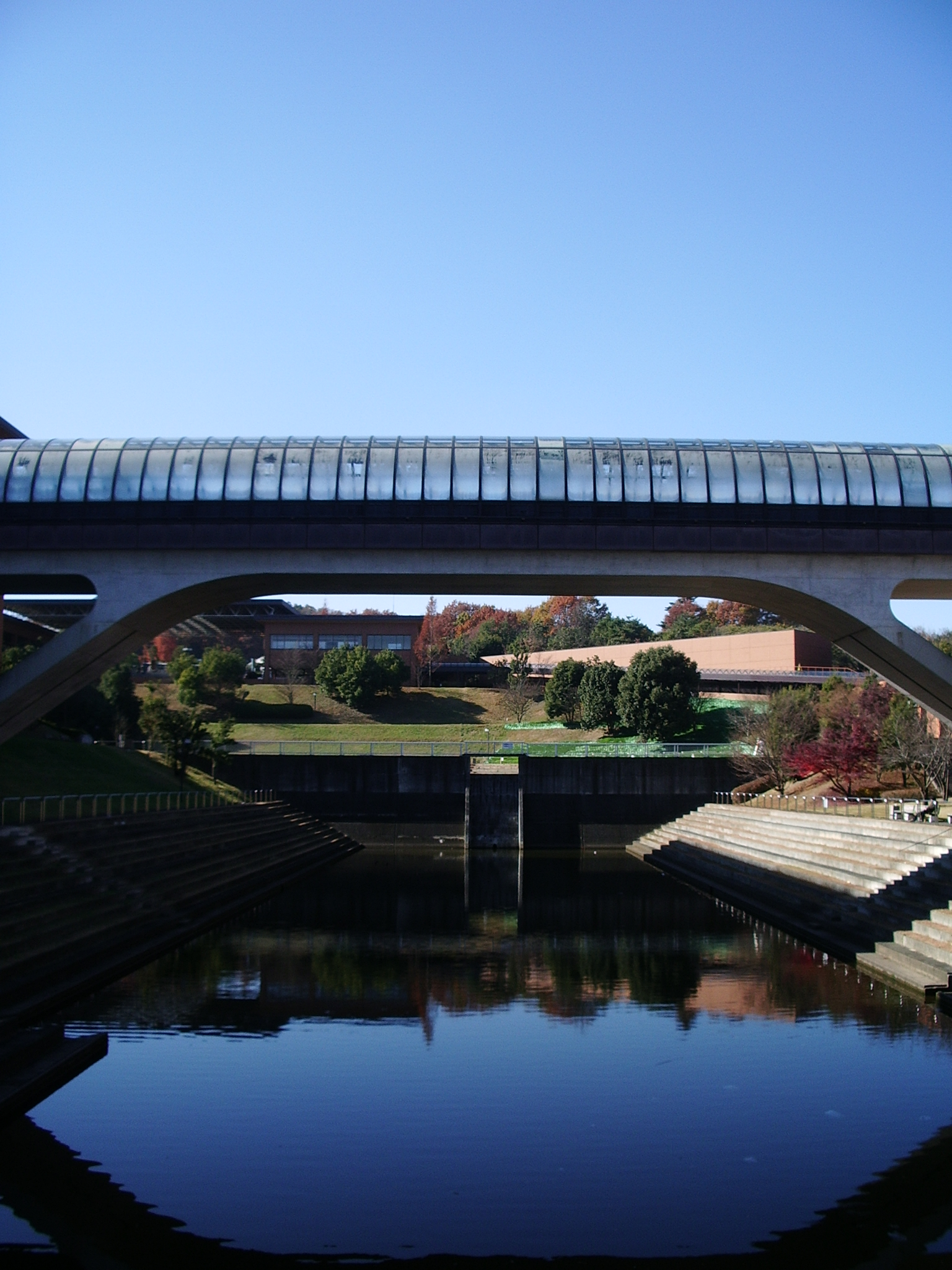
Daito Bunka Universiteit

Daito Bunka richt zich vooral op cultuur- en geesteswetenschappen en staat bovendien bekend als een van de top kalligrafie-scholen in het land, en als een van de weinige universiteiten in Japan die Arabisch en Urdu onderwijzen.

## Geschiedenis
De universiteit werd opgericht in 1923 als Daito Bunka Gakuin (大東文化学院だいとうぶん かがくいん, Daito Bunka Academie). De oprichters van de universiteit wilden dat de onderwezen studies aan Daito Bunka Gakuin zich los maakten van intellectuele westerse invloeden en zagen derhalve liever dat de zij op Aziatische kennis waren gestoeld. Echter, Daito Bunka Gakuin raakte geleidelijk aan betrokken bij de inspanningen van de nationalisten en militaristen in het grote plan van een pan-Aziatische welvaartssfeer (大東亜だいとうあ). Afgestudeerden van de universiteit, goed thuis in Aziatische talen en culturen, werden gezien als ideale koloniale experts en bestuurders. 
Na de nederlaag in de Tweede Wereldoorlog, drongen alumni van Daito Bunka Gakuin er bij de Amerikaanse bezetters middels een petitie op aan om de universiteit te heroprichten als een echte pan-Aziatische school der geesteswetenschappen, met als doel vrede en begrip te koesteren in heel Azië. De Amerikaanse autoriteiten willigden dit verzoek in en er werd bouwgrond beschikbaar gesteld voor een nieuw schoolgebouw in Itabashi, het noorden van Tokio. Zo werd de Tokio Bunsei Universiteit (東京文政大学とうきょうぶんせいだいがく, Tokio Universiteit van literatuur en politiek) in 1949 opgericht. De naam van de universiteit zou uiteindelijk in 1953, een jaar na het einde van de Amerikaanse bezetting van Japan, weer veranderd worden in Daito Bunka Universiteit.
Daito Bunka Universiteit heeft ook een zusteruniversiteit in Nieuw-Zeeland, namelijk Avondale College te Auckland.